# Островянка (река, впадает в Глубокое)
Островянка (Большая, Саретйоки) — река в России, протекает по Выборгскому району Ленинградской области. Начинается в лесах восточнее посёлка Гаврилово и течёт на юго-восток. Населённых пунктов на реке нет. Впадает в озеро Глубокое на высоте 17 м над уровнем моря. Длина реки составляет 13 км.

## Данные водного реестра
По данным государственного водного реестра России относится к Балтийскому бассейновому округу, водохозяйственный участок реки — Водные объекты бассейна оз. Ладожское без рр. Волхов, Свирь и Сясь, речной подбассейн реки — Нева и реки бассейна Ладожского озера (без подбассейна Свирь и Волхов, российская часть бассейнов). Относится к речному бассейну реки Нева (включая бассейны рек Онежского и Ладожского озера).
Код объекта в государственном водном реестре — 01040300212102000009669.